# Kostolné
Kostolné (em húngaro: Nagyegyházas) é um município da Eslováquia, situado no distrito de Myjava, na região de Trenčín. Tem 10,11 km² de área e sua população em 2018 foi estimada em 586 habitantes.

## Demografia
| Ano:        | 1994 | 2004    | 2014   | 2024   |
| ----------- | ---- | ------- | ------ | ------ |
| Broj ljudi: | 718  | 640     | 601    | 621    |
| Razlika:    |      | -10,86% | -6,09% | +3,32% |

| Ano:               | 2023 | 2024   |
| ------------------ | ---- | ------ |
| Número de pessoas: | 627  | 621    |
| Diferença:         |      | -0,95% |